# Manzanares de Rioja
Manzanares de Rioja település Spanyolországban, La Rioja autonóm közösségben.  Lakosainak száma 61 fő (2024).

## Népesség
A település népessége az elmúlt években az alábbi módon változott:
| Lakosok száma | 113  | 102  | 107  | 100  | 98   | 85   | 84   | 69   | 58   | 61   |
|               | 2001 | 2004 | 2007 | 2009 | 2012 | 2014 | 2017 | 2019 | 2022 | 2024 |